# Kombinat Mewa
Das VE Kombinat MEWA Dresden war ein Kombinat in der Deutschen Demokratischen Republik.
Die Betriebe des Kombinats waren überwiegend Hersteller von verschiedenen Metallwaren, woraus sich auch der Name Mewa ableitete, sowie Maschinenbauerzeugnissen. Zum Produktspektrum gehörten Metallische Konsumwaren, Bauelemente wie Stahlfenster, Schachtdeckel, Hebezeuge, Pumpen sowie Spezialfahrzeuge, Anhänger und Wohnwagen. Der spätere Kombinatsbetrieb VEB Oberlausitzer Stahl- und Fahrzeugbau Georgewitz-Bellwitz (OSTAFA) produzierte ab Mitte der 1970er Jahre den Wohnwagen Intercamp.
Das Kombinat unterstand dem Rat des Bezirkes Dresden. Weitere bezirksgeleitete Kombinate sind in der Liste von Kombinaten der DDR aufgeführt.
Im Zuge der Wende und der anschließenden Wiedervereinigung wurde das Kombinat 1990 aufgelöst und seine Betriebe wurden privatisiert.

## Zugehörige Betriebe
Zum Kombinat gehörten zuletzt die folgenden Betriebe: 
- VEB Apparate und Transportgeräte Ebersbach; (bis 1988 im Möbelkombinat Dresden-Hellerau)
- VEB Blattgold Dresden
- VEB Blechwarenfabrik Oberoderwitz
- VEB Blitzschutzanlagenbau Arnsdorf
- VEB Draht- und Metallwaren Hermsdorf
- VEB Drahtwaren Königstein
- VEB Dresdner Hufeisen- und Gerätefabrik
- VEB Dresdner Medaillenmünze
- VEB Eisengießerei Olbersdorf
- VEB Elektroanlagen- und Motorenreparatur Meißen
- VEB Elektroschweißtechnik Dresden
- VEB Entstaubungsgeräte Pulsnitz
- VEB Feinstahlbau Bautzen
- VEB Flurförderzeuge Dresden; (bis 1989 im Möbelkombinat Dresden-Hellerau)
- VEB Formguß Radeberg
- VEB Graugießerei Großenhain
- VEB Hebezeugwerk Königsbrück
- VEB Imkereiausrüstungen Görlitz
- VEB Kältetechnik Görlitz
- VEB Kfz-Zubehör Reinhardtsgrimma
- VEB Knopf- und Metallwaren Stolpen
- VEB Kranbau Sohland/Spree
- VEB Kreiselpumpenwerk Dresden
- VEB Madix Dresden
- VEB Metallwaren Dresden
- VEB Oberlausitzer Stahl- und Fahrzeugbau Georgewitz-Bellwitz (OSTAFA)
- VEB Plastlüfter- und Anlagenbau Dresden
- VEB Plastverarbeitung und Schweißtechnik Dresden
- VEB Präzisionsteile Reinhardtsgrimma
- VEB Schiffswerft Oberelbe Königstein
- VEB SESTA Sebnitz
- VEB Späneförderanlagen Schirgiswalde
- VEB Spezialfahrzeugbau Löbau
- VEB Stanz- und Emaillierwerk Großenhain (Stema)
- VEB Stern Herrnhut